# Tamirat Tola
Tamirat Tola Abera (11 agosto 1991) è un maratoneta e mezzofondista etiope.

## Carriera
Ha partecipato ai Giochi olimpici di Rio de Janeiro 2016 conquistando la medaglia di bronzo nei 10000 metri piani e di Parigi 2024 conquistando la medaglia d'oro nella maratona.

## Palmarès
| Anno | Manifestazione             | Sede           | Evento         | Risultato | Prestazione | Note                  |
| ---- | -------------------------- | -------------- | -------------- | --------- | ----------- | --------------------- |
| 2015 | Mondiali di cross          | Guiyang        | Corsa seniores | 6º        | 35'33"      |                       |
| 2015 | Mondiali di cross          | Guiyang        | A squadre      | Oro       | 20 p.       |                       |
| 2016 | Mondiali di mezza maratona | Cardiff        | Mezza maratona | 5º        | 1h00'06"    |                       |
| 2016 | Mondiali di mezza maratona | Cardiff        | A squadre      | Argento   | 3h01'16"    |                       |
| 2016 | Giochi olimpici            | Rio de Janeiro | 10000 m piani  | Bronzo    | 27'06"26    |                       |
| 2017 | Mondiali                   | Londra         | Maratona       | Argento   | 2h09'49"    |                       |
| 2022 | Mondiali                   | Eugene         | Maratona       | Oro       | 2h05'36"    | Record dei campionati |
| 2023 | Mondiali                   | Budapest       | Maratona       | dnf       | dnf         |                       |
| 2024 | Giochi olimpici            | Parigi         | Maratona       | Oro       | 2h06'26"    | Record olimpico       |

## Altre competizioni internazionali
2014
- 4º alla Dubai Standard Chartered Marathon ( Dubai) - 2h06'17"

2015
- 5º alla Yangzhou Half Marathon ( Yangzhou) - 1h00'08"
- Oro alla BOclassic ( Bolzano) - 28'28"
- Bronzo al Giro Media Blenio ( Dongio) - 28'26"
- Oro alla BOclassic ( Bolzano) - 28'02"

2016
- Oro al Cross Internacional de Italica ( Italica) - 30'57"
- Argento al Giro al Sas ( Trento) - 28'47"

2017
- Oro alla Dubai Standard Chartered Marathon ( Dubai) - 2h04'11"

2018
- 4º alla Maratona di New York ( New York) - 2h08'30"
- Bronzo alla Dubai Standard Chartered Marathon ( Dubai) - 2h04'06"
- Oro alla BOclassic ( Bolzano) - 28'12"

2019
- 6º alla Maratona di Londra ( Londra) - 2h06'57"
- 4º alla Maratona di New York ( New York) - 2h09'20"

2020
- 6º alla Maratona di Londra ( Londra) - 2h06'41"

2021
- Oro alla Maratona di Amsterdam ( Amsterdam) - 2h03'39"
- Argento alla BOclassic ( Bolzano) - 28'26"

2022
- Bronzo alla Maratona di Tokyo ( Tokyo) - 2h04'14"
- 4º alla Maratona di Valencia ( Valencia) - 2h03'40"
- Oro alla Trento Half Marathon ( Trento) - 59'49"

2023
- Bronzo alla Maratona di Londra ( Londra) - 2h04'59"
- Oro alla Maratona di New York ( New York) - 2h04'58"

2024
- 4º alla Maratona di New York ( New York) - 2h08'12"

2025
- 5º alla Maratona di Londra ( Londra) - 2h04'42"

## Riconoscimenti
- Atleta dell'anno - Strada maschile (2024)